# Mae Lan
Mae Lan (em tailandês: แม่ลาน) é um distrito da província de Pattani, no sul da Tailândia.